# Форт Літер «А-5»
Форт Літер «А-5» — колишня фортифікаційна споруда в Севастополі, пам'ятне місце страти революціонерів Липинського А., Ковальського К. з 49-го піхотного Брестського полку (1907) та пам'ятне місце розташування командного пункту 1-го гвардійського артилерійського дивізіону берегової оборони флоту під командуванням майора Радовського К. М. (1941–1942). Розташований на розі вулиць Вакуленчука і Меньшикова (частина зайнята магазином «Novus»).

## Історія
Форт побудований на початку XX століття за рекомендацією в 1897 році комісії з озброєння фортець. У 1906 році включений до складу Севастопольської фортеці. Являє собою довготривале польове укріплення неправильної форми з двома кутовими казематами, що мають підземні ходи з виходами на поверхню. У центрі форту знаходиться вартова казарма загальною площею 140 м², а навколо нього — рів з валом. Форт призначався для розміщення десяти гармат та роти піхоти (250 чололовік). За деякими даними, каземати форту використовувалися як гауптвахти, там же в період революційних подій було скоєно кілька страт. У 1925 році на території форту встановили меморіальну дошку з прізвищами страчених.
У період оборони Севастополя 1941–1942 років в казематах форту розміщувався командний пункт 1-го гвардійського артдивізіону. У 1967 році біля форту встановили два пам'ятних знаки з текстом (автор В. М. Назарепко).
У 1970-ті роки робилися спроби створити у форті музейну експозицію. У ті ж роки найбільш збережена його частина була засипана, на ній з'явилися будівлі і форт Літер «А-5», як пам'ятка фортифікаційного мистецтва початку XX століття, практично перестав існувати.